# Редермарк
Редермарк (њем. Rödermark) град је у њемачкој савезној држави Хесен. Једно је од 13 општинских средишта округа Офенбах. Према процјени из 2010. у граду је живјело 26.019 становника. Посједује регионалну шифру (AGS) 6438012.

## Географски и демографски подаци
Редермарк се налази у савезној држави Хесен у округу Офенбах. Град се налази на надморској висини од 142 метра. Површина општине износи 30,0 km². У самом граду је, према процјени из 2010. године, живјело 26.019 становника. Просјечна густина становништва износи 868 становника/km².

## Међународна сарадња
| Мјесто    | Држава   | Врста сарадње | Од    |
| --------- | -------- | ------------- | ----- |
| Трамин    | Италија  | партнерство   | 1974. |
| Бодајк    | Мађарска | партнерство   | 1992. |
| Залфелден | Аустрија | партнерство   | 1975. |
| Извор     |          |               |       |